# Lycidocerus
Lycidocerus is een kevergeslacht uit de familie van de boktorren (Cerambycidae). De wetenschappelijke naam van het geslacht werd voor het eerst geldig gepubliceerd in 1976 door Chemsak & Linsley.

## Soorten
Lycidocerus is monotypisch en omvat slechts de volgende soort:
- Lycidocerus sanguineus Chemsak & Linsley, 1976